# Angela Summers
Angela Summers (nascida em 06 de novembro de 1964, em Burbank, Califórnia) é uma ex-atriz pornográfica e dançarina exótica estadunidense.

## Biografia
Angela estrelou em mais de uma centena de filmes do ano de 1989 a 1999. Além disso, ela era uma stripper e apareceu na edição de agosto de 1993 da revista Hustler.
Uma epidemia de AIDS no cinema pornô dos anos 90, fez com que ela abandonasse parcialmente suas atividades em 1994. Desde então, ela apenas fez cenas de lesbianismo, por achar mais seguro. Retirou-se definitivamente no ano de 1999.
Em 12 de janeiro de 2008, Angela foi incluída no Hall of Fame do AVN.
IMDB
IAFD
(...)